# Andreas Rinkel
Andreas Rinkel (Ouderkerk aan de Amstel, 10 gennaio 1889 – Utrecht, 25 marzo 1979) è stato un arcivescovo vetero-cattolico olandese.
Ordinato sacerdote nel 1914, Rinkel fu dal 1920 parroco di Enkhuizen, poi, tra il 1929 e il 1937, di Amersfoort; dal 1948 fu professore di teologia dogmatica e liturgia presso il seminariovetro-cattolico. Il 6 aprile 1937 fu nominato arcivescovo di Utrecht. In quanto tale, egli fu attivo nel dialogo ecumenico. Così rafforzò i legami con la Chiesa anglicana, si batté per l'unificazione con la Chiesa ortodossa e contribuì alla creazione di un dialogo ufficiale con la Chiesa cattolica. Nel 1939 ricevette la Laurea honoris causa presso l'Università di Berna, e nel 1966 ottenne lo stesso titolo al Seminario Teologico generale di New York. Nel 1961 consacrò Vilim Huzjak vescovo della Chiesa vetero-cattolica croata. Il 15 dicembre 1968 consacrò Augustin Podolák vescovo per la Cecoslovacchia. Rassegnò le dimissioni l'8 novembre 1970.
Nel corso degli anni diversi compose diverse messe e scrisse molti canti. Diverse composizioni furono inserite nel canzoniere vetero-cattolico (1990/2007) e sono tuttora usate dalla Chiesa olandese.

## Genealogia episcopale
La genealogia episcopale è:
CHIESA CATTOLICA
- Cardinale Scipione Rebiba
- Cardinale Giulio Antonio Santori
- Cardinale Girolamo Bernerio, O.P.
- Arcivescovo Galeazzo Sanvitale
- Cardinale Ludovico Ludovisi
- Cardinale Luigi Caetani
- Vescovo Giovanni Battista Scanaroli
- Cardinale Antonio Barberini iuniore
- Arcivescovo Charles-Maurice le Tellier
- Vescovo Jacques Bénigne Bossuet
- Vescovo Jacques de Goyon de Matignon
- Vescovo Dominique Marie Varlet

CHIESA ROMANO-CATTOLICA OLANDESE DEL CLERO VETERO EPISCOPALE
- Arcivescovo Petrus Johannes Meindaerts
- Vescovo Johannes van Stiphout
- Arcivescovo Walter van Nieuwenhuisen
- Vescovo Adrian Jan Broekman
- Arcivescovo Jan van Rhijn
- Vescovo Gisbert van Jong
- Arcivescovo Willibrord van Os
- Vescovo Jan Bon
- Arcivescovo Johannes van Santen

CHIESA VETERO-CATTOLICA
- Arcivescovo Hermann Heykamp
- Vescovo Gasparus Johannes van Rinkel
- Arcivescovo Gerardus Gul
- Vescovo Henricus Johannes Theodorus van Vlijmen
- Arcivescovo Franciscus Kenninck
- Vescovo Johannes Hermannus Berends
- Arcivescovo Andreas Rinkel